# Plailly
Plailly is een gemeente in het Franse departement Oise (regio Hauts-de-France). De plaats maakt deel uit van het arrondissement Senlis. Plailly telde op 1 januari 2022 1.791 inwoners.
Sinds 1989 is ten noorden van het dorp Parc Astérix gevestigd, een op Asterix en Obelix geïnspireerd pretpark. In het dorp staat een uit de 12e eeuw daterende, aan Sint Martinus van Tours gewijde, gotische dorpskerk. Plailly ligt direct ten noordoosten van Saint-Witz. 

## Geografie
De oppervlakte van Plailly bedroeg op 1 januari 2022 16,25 vierkante kilometer; de bevolkingsdichtheid was toen 110,2 inwoners per km².

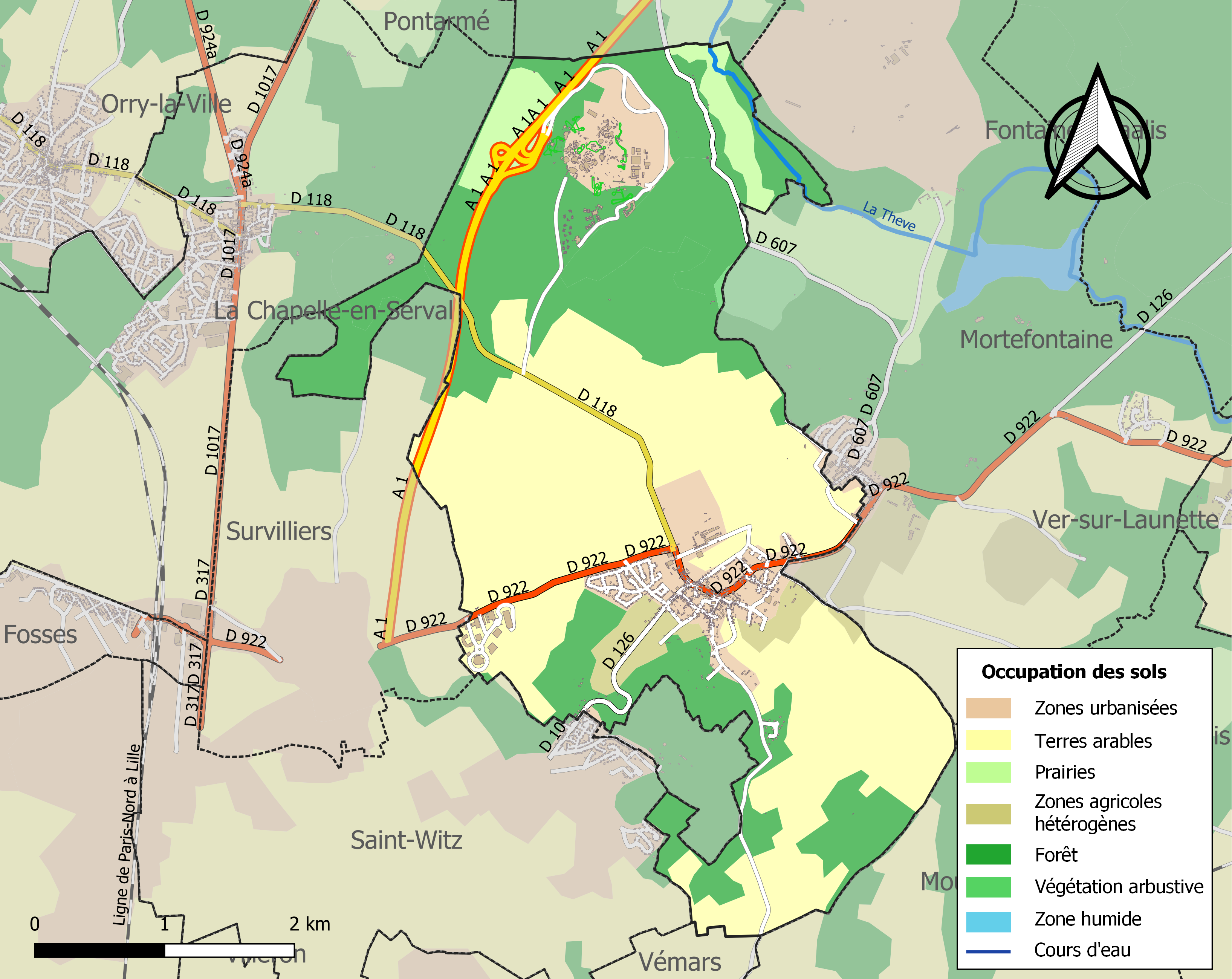
Kaart van de gemeente met belangrijkste infrastructuur, bodemgebruik en omliggende gemeenten

## Demografie
Onderstaande figuur toont het verloop van het inwonertal (bron: INSEE-tellingen).